# Mattel Auto Race

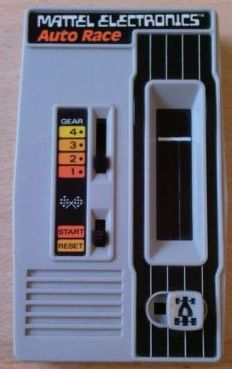
O Mattel Auto Race.

Auto Race foi um jogo eletrônico criado para o console portátil da Mattel Eletronic's em 1977 e depois portado para outros consoles. O principal console foi o Brick Game, um console portátil lançado pouco tempo depois.